# 佳能PowerShot G
Canon PowerShot G是佳能旗下PowerShot数码相机的一个系列。G系列作为佳能消费级数码相机的旗舰产品，最大特点就是成像品质和机器本身的专业化——不输于数码单反（連拍除外，因為受制於CCD的性能，直到G15採用CMOS才支援每秒10張連拍）。
G系列提供热靴接口可以外接佳能EX系列闪光灯，配备锂离子电池，可旋转LCD屏幕（从G7开始取消旋转，在G11上又恢复支持），支持RAW格式输出（在G7上一度取消，在G9上又恢复支持），支持大光圈的镜头组，高速的响应。
G系列一共有14個型號，最新款是2014年3月5日發表的G1 X Mark II。

## 主要参数
| 型号         | 像素 （百万） | 最大分辨率  | 光学变焦（等效35mm情况） | 最大光圈范围 | 液晶屏大小      | 发布时间   | 注释 | 照片 |
| ------------ | ------------- | ----------- | ------------------------ | ------------ | --------------- | ---------- | --- | ---- |
| G1           | 3.3           | 2048 x 1536 | 3x (34-102mm)            | F2.0-F2.5    | 1.8" 可旋转屏幕 | 2000年9月  | Powershot G 系列第一款相机 |      |
| G2           | 4             | 2272 x 1704 | 3x (34-102mm)            | F2.0-F2.5    | 1.8" 可旋转屏幕 | 2001年8月  | |      |
| G3           | 4             | 2272 x 1704 | 4x (35-140mm)            | F2.0-F3.0    | 1.8" 可旋转屏幕 | 2002年9月  | 开始使用DiG!C 数字影像处理器、中性灰滤镜。 |      |
| G5           | 5             | 2592 x 1944 | 4x (35-140mm)            | F2.0-F3.0    | 1.8" 可旋转屏幕 | 2003年6月  | |      |
| G6           | 7.1           | 3072 x 2304 | 4x (35-140mm)            | F2.0-F3.0    | 2.0" 可旋转屏幕 | 2004年8月  | |      |
| G7           | 10            | 3648 x 2736 | 6x (35-210mm)            | F2.8-F4.8    | 2.5" 固定屏幕   | 2006年9月  | 开始使用DiG!C III 数字影像处理器。开始使用新的镜头，提供1cm微距模式、镜头移位光学防抖；最高感光度为ISO 3200；面部识别对焦；G系列中唯一不提供RAW格式的相机；开始不支持CF卡，转而使用SD卡。 |      |
| G9           | 12.1          | 4000 x 3000 | 6x (35-210mm)            | F2.8-F4.8    | 3.0" 固定屏幕   | 2007年8月  | 类似G7。主要的改变是继续支持RAW格式、一个显示效果更好的LCD屏幕以及新的感光元件。 |      |
| G10          | 14.7          | 4416 x 3312 | 5x (28-140mm)            | F2.8-F4.5    | 3.0" 固定屏幕   | 2008年9月  | 开始使用DiG!C 4 数字影像处理器，提供了一个全新的“自动对焦伺服”（Servo AF）模式，用户在该模式下可对移动的物体进行连续追踪对焦，同时配备了5倍光学变焦、28mm的广角镜头。                     |      |
| G11          | 10            | 3648 x 2736 | 5x (28-140mm)            | F2.8-F4.5    | 2.8" 可旋转屏幕 | 2009年8月  | 有效像素下調，再度加入可旋转屏幕，250萬像素下的感光值可以達到ISO 12800。 |      |
| G12          | 10            | 3648 x 2736 | 5x (28-140mm)            | F2.8-F4.5    | 2.8" 可旋转屏幕 | 2010年9月  | 加入前置轉盤、Hybrid IS微距防震、720p格式高清短片拍攝及高動態範圍模式。 |      |
| G1 X         | 14.3          | 4352 x 2448 | 4x (28-112mm)            | F2.8-F5.8    | 3.0" 可旋转屏幕 | 2012年1月  | 第一款以1.5" CMOS作為感光元件的Powershot G，同时配备了4倍光学变焦、28mm的广角镜头，DIGIC_5影像處理器，並加入1080p格式高清短片拍攝。                                                       |      |
| G15          | 12.1          | 4000 x 3000 | 5x (28-140mm)            | F1.8-F2.8    | 3.0" 固定屏幕   | 2012年9月  | 第一款以1/1.7" CMOS作為感光元件的Powershot G，同时配备了光圈最大的广角镜头 |      |
| G16          | 12.1          | 4000 x 3000 | 5x (28-140mm)            | F1.8-F2.8    | 3.0" 固定屏幕   | 2013年8月  | G系列第一台內建WiFi無線傳輸功能的相機 |      |
| G1X Mark II  | 13.1          | 4160 X 3120 | 5x (24-120mm)            | F2.0-F3.9    | 3" 多角度螢幕   | 2014年3月  | G系列第一台內建支援NFC感應與Wi-Fi傳輸，並可透過智慧型手機遙控拍照的相機 |      |
| G7X          | 20            | 5472×3648   | 4.2x (24-120mm)          | f1.8–F2.8    | 3" 多角度螢幕   | 2014年11月 | G系列第一台無熱靴 |      |
| G3X          | 20            | 5472 x 3648 | 25x (24-600mm)           | f2.8-F5.6    | 3" 多角度螢幕   | 2015年10月 | |      |
| G5X          | 20            | 5472 x 3648 | 4.2x (24-100mm)          | f1.8–F2.8    | 3" 多角度螢幕   | 2015年10月 | |      |
| G9X Mark II  | 20            | 5472 x 3648 | 3x (28–84 mm)            | f2.0–F4.9    | 3" 多角度螢幕   | 2017年2月  | |      |
| G5X Mark ii  | 20            | 5472 x 3648 | 5x                       | f1.8- 2.8    | 3” 螢幕         | 2019年     | |      |
| G7X Mark iii | 20            | 5472 x3648  | 4.2x                     | f1.8-f2.8    |                 |            | |      |

### G1至G6
这部分早期的相机有如下的共同特征：
- 大光圈（最小F数达到2）
- 可旋转液晶屏，相机顶部还具有一个简单的状态显示液晶屏
- 支持RAW格式输出
- 1/1.8 英寸CCD传感器
- 可手动选择光圈或者快门优先
- 手动白平衡
- 内建闪光灯
- 热靴接口，支持外接闪光灯
- 支持USB连接
- 使用CF卡存储
- 支持外接广角和增距镜
- 手动调整曝光
- 部分型号附带红外线遥控器
- 从G3开始内置中性灰滤镜
- 锂离子电池

### G7至G11
G7与之前的型号相比有很大的改变：
- 最大光圈由之前型号的2.0变为2.8，增加光学防抖、光学变焦增大至6x，微距模式的对焦距离缩短至1cm，镜头可以缩进机身。
- 由旋转屏改为固定屏。2.5"的固定屏比G6的2.0"旋转屏更大，并且像素数增加了75%。
- G7不支持RAW格式（仅支持JPEG格式）。
- 无红外线遥控器。
- 存储卡由CF卡改为SD卡（SDHC）。
- 使用更小的电池。
- 黑色、更多金属材料的机身。

G7比G系列之前的型号更加小巧、便携，例如G7的厚度为4.25cm，而G6的厚度为7.3cm。
G9重新开始支持RAW格式。其他的改变包括LCD屏幕尺寸更大、更精细，CCD尺寸改为1/1.7"。
G10首度加入28mm廣角鏡頭，光学变焦減至5x，其1,470萬有效像素曾經是像素最高的消費型數位相機之一。
G11再度使用旋转屏，有效像素亦降至G7的1,000萬，相片雜訊亦有所減低。
G1X乃G系列的一個分支，G15棄用旋转屏，並採用跟Powershot S100/110一樣的1/1.7" CMOS。

### G1 X至G1 X MarkII
G1 X系列定位於比舊有的G系列為比一般類單眼更進一步的專業機種。
G1 X與之前的型號相比有很大的改變：
- 支援無壓縮的14位元RAW檔案。
- 新一代 DIGIC 5 數位影像處理器。
- 可向左翻轉3吋(92.2萬點)多角度LCD螢幕及多組控制轉盤。
- 雙重穩定技術 –結合「智慧影像穩定系統」及「混合型影像穩定技術」。
- 支援多種曝光模式，包括 光圈先決(Av)、快門先決(Tv)以及全手動(M)。
- ND濾鏡及電子水平儀功能。
- 每秒4.5張高速連拍模式(最高連續拍攝6張)。
- 高動態範圍影像(HDR)拍攝模式
- 手持夜景拍攝模式按下快門時會連續拍攝多張相片，再計算出最少震動及最少雜訊的影像，合成一張明亮而低雜訊的相片。
- Full HD(1080P)立體聲短片 內置動態與Powered IS穩定技術。
- 自動場景偵測技術。
- 眨眼、笑臉及臉孔自拍功能，包括眨眼、笑臉及臉孔自拍功能，自動偵測人物眨眼或微笑一刻。
- 相片版權功能可於相機內直接輸入「版權詳情」及「攝影師姓名」等資料，自動儲存於每張影像之Exif資料內，令相片管理更方便。
- 內置HDMI-mini 輸出端子。

G1 X Mark II與 G1 X 型號相比的改變：
- 微距拍攝距離，由20CM縮減為5CM。
- 最大光圈回復到G6時代的F/2.0 。
- G1X Mark II在廣角端的自動對焦時間僅0.22秒，較前一代機種縮短了42％的自動對焦時間。
- 對焦框數量由前一代的9點提升至31點
- 新一代 DIGIC 6 數位影像處理器。
- 每秒連拍速度由4.5張提升到5.2張。
- 擁有連續轉環及逐級轉環兩種控制環，根據需要能夠指定快門先決、光圈先決、曝光補償、白平衡修正等常用功能，追求直覺式的操控感。
- 熱靴內建電子扈，可外接視野率100%的電子觀景器(EVF-DC1)。
- 觸控螢幕由左翻轉改為上掀式觸控螢幕。
- 新增了拍攝星空背景下的美麗人像功能，在開啟閃光燈拍攝後，相機還會在關閉閃光燈的狀態下拍攝兩張影像，然後將三張影像合成為一張，完成美麗的星空人像照片。
- 五軸動態防震穩定技術，影像穩定不失真。
- 支援MP4檔案，快速分享感動瞬間。
- 首次支援支援UHS-I規格的SD記憶卡。

### 新型号
- 佳能 PowerShot G10 - 佳能美国官网 （页面存档备份，存于）
- 佳能 PowerShot G9 - 佳能美国官网 （页面存档备份，存于）